# دوغان‌کایا (چیلدیر)
دوغان‌کایا (به ترکی استانبولی: Doğankaya، به ارمنی: Խելևան) یک منطقهٔ مسکونی در ترکیه است که در چیلدیر واقع شده‌است.